# Sant Miquel del Port
Sant Miquel del Port o del Mar és l'església parroquial del barri de la Barceloneta, Barcelona, projectada per l'enginyer Pedro Cermeño el 1753 i enllestida el 1755. L'església és una obra destacada de l'arquitectura barroca classicista a Catalunya. El temple de Sant Miquel era originalment sufragani de la parròquia de Santa Maria del Mar i com a tal estava assistit per un clergue confessor d'aquesta comunitat, nomenat per l'ardiaca. Posteriorment en fou segregat, de manera que va acabar disposant de capellà i vicari. És una obra protegida com a bé cultural d'interès local.
El temple de Sant Miquel del Port es localitza al barri de La Barceloneta de Barcelona, en una illa de cases emmarcada pels carrers de la Maquinista, del Baluard, Escuder i Sant Miquel, tot obrint la seva façana a aquesta darrera via. Un dels elements més significatius del seu emplaçament es precisament la localització de la Plaça de la Barceloneta a la banda on es desenvolupa la façana del temple, fet que permet donar perspectiva i visibilitat al conjunt.

## Arquitectura
L'església presenta actualment una planta rectangular amb capçalera recta i tres naus. Aquestes naus estan separades per grans columnes fasciculades que sostenen un entaulament de tríglifs, el qual es remata amb una cornisa a sobre de la qual imposten els arcs transversals que permeten desenvolupar la coberta. La nau central està coberta amb voltes d'aresta i dos grans cúpules nervades amb lucernari; les naus laterals -de menor amplada i alçada- estan cobertes amb voltes d'aresta disposades perpendicularment a la central i decorades amb una clau central ornamentada. A la banda superior dels murs de les naus laterals es localitza un cos de finestres que permeten donar llum -juntament amb el lucernari de les cúpules- a l'interior del temple. Als peus de l'església -a cota del primer pis- es localitza el cor.
Un dels elements més emblemàtics del temple és el conjunt de mètopes i tríglifs que decoren la cornisa localitzada als murs laterals -just a sota del cos de finestres- i el tambor de les cúpules. Aquests elements en baix relleu representen diferents atributs de Sant Miquel i són obra del projecte barroc. Originàriament eren setanta-quatre peces, tot i que amb l'ampliació del temple al 1863 es va adoptar el mateix estil per adornar la prolongació dels murs laterals amb més mètopes amb baixos relleus i tríglifs.
L'església només disposa d'una façana, ja que es troba delimitada per dos edificis que li fan mitgera a sengles constats. Aquesta façana es configura com un dels pocs i més representatius exemples de temple barroc a Barcelona, juntament amb l'església de Nostra Senyora de la Mercè i la Mare de Déu de Betlem. La façana -construïda íntegrament en pedra- disposa de dos nivells d'alçat; un cos inferior rectangular que ocupa l'amplada de les tres naus i un pis superior que -pel contrari- presenta un cos central de més alçada que es correspon amb la nau central; els laterals queden reduïts a un element decoratiu en forma de voluta i una balustrada a la banda inferior.
El cos inferior es caracteritza per la monumentalitat dels tres accessos, els quals queden emmarcats per parelles de columnes d'ordre tosca disposades a sobre d'uns basaments. La porta central constitueix l'entrada principal, fet que condicional la seva estructura més monumental, amb muntants flanquejats per columnes d'ordre corinti i un entaulament amb la inscripció -clarament posterior- "SAN MIGUEL DEL PUERTO" que està coronat per un frontó triangular. Aquest frontó presenta una ornamentació floral al centre de la composició i es remata amb uns motius escultòrics que representen dos angelots que flanquegen un gerro central. Les portes laterals disposen de menor alçaria i es coronen amb un frontó semicircular; a sobre de cada porta es disposa una obertura de format oval que es decora amb un marc floral en garlandes.
Aquest cos es remata amb una cornisa decorada amb tríglifs i mètopes que -amb una composició molt similar a les de l'interior del temple- representen diferents atributs de Sant Miquel. A sobre d'aquesta es desenvolupa una cornisa en voladís que constitueix la base del cos superior, el qual s'assenta a sobre d'un gran basament a partir del qual es desenvolupen les parelles de columnes d'ordre corinti que flanquegen el segon pis. Al tram central hi ha una fornícula on es disposa una escultura de grans dimensions de la figura de l'Arcàngel Sant Miquel. Aquesta fornícula presenta una peanya on es disposa el Sant i està emmarcada per unes pilastres que sostenen un frontó semicircular tot envoltat per unes motllures de formes sinuoses. Aquest cos central queda flanquejat per uns elements en forma de voluta que disposen d'un mascaró decoratiu a la banda inferior.
El cos superior es remata amb un gran frontó triangular decorat amb goles.
L'església de Sant Miquel del Port és un dels temples barrocs més destacats de la ciutat de Barcelona, projectat per l'enginyer Pedro Cermeño el 1753 i enllestit el 1755.

## Construcció
Contemporàniament a la creació del barri de la Barceloneta (1753), el 8 de maig de 1753 es va posar la primera pedra d'aquesta església sufragània de Santa Maria del Mar i dedicada al "gloriós Príncep dels Àngels, San Miquel". El projecte del temple va ser realitzat per Pedro Martín Cermeño, tinent coronel d'Enginyers i la construcció va anar a càrrec de Francisco Peredes, enginyer cap, ajudat per Damià Ribes, arquitecte civil.
La primera pedra fou posada el dia en què se celebrava l'aparició de l'Arcàngel Sant Miquel al mont Gargano (7 de maig de 1753) en que després d'una processó religiosa amb preveres i obrers, José Esteva, vicari perpetu de Santa Maria del Mar, celebrà la cerimònia de delimitar l'espai que hauria d'ocupar deixant-hi clavada la creu amb l'escut de la parròquia que s'havia dut durant dita processó. L'endemà sortí una altra processó de la ciutat encapçalada pel bisbe de Barcelona Manuel López de Aguirre, on hi assistiren el marquès de la Mina, i d'altres oficials i noblesa del país. El prelat col·locà la primera pedra en el punt on s'havia clavat la creu, entonant tot seguit el Te Deum. Al costat de la pedra s'hi col·locà una caixa de plom que contenia relíquies, monedes d'or i plata, i un canut de vidre amb dues inscripcions en llatí. Va tardar només dos anys a construir-se (acabada el 1755).
Les obres duraren vint-i-vuit mesos. El matí del 27 de setembre del 1755 el beneí per comissió del bisbe, l'ardiaca de Santa Maria del Mar, assistit per diversos clergues; i l'endemà es feu la translació del Santíssim Sagrament amb una lluïda processó a la que concorregueren les confraries de Barcelona, i les comunitats de religiosos dominics, franciscans, mercenaris, mínims, caputxins i de la parròquia, el bisbe, molts nobles i militars i el Cos Municipal. L'endemà, 29 de setembre, dia de la dedicació de Sant Miquel Arcàngel, celebrà un ofici el Bisbe Sales, sent el panegirista Antonio Diez Armendariz, clergue regular de Sant Gaietà. Amb aquest foren set dies en què se celebraren festes per la consagració del temple: El primer reservat per al Marquès de la Mina com a promotor de l'obra; el segon corregué a compte del cabiscol de la Catedral; el tercer de l'Ajuntament, el quart el dedicà al seu patró i protector del regiment de Dragons de Lusitània; celebrà el cinquè el comerç de Barcelona; escolliren el sisè la comunitat i obra de Santa Maria del Mar; i la marina solemnitzà el setè.

## Reformes
Tot i que el projecte arquitectònic original era barroc, actualment bona part de l'edifici que veiem (especialment interior) és obra de la reforma portada a terme per l'arquitecte Elies Rogent l'any 1863. Aquesta obra d'ampliació, a la que es farà referència més endavant, va suposar la destrucció de la planta original de l'edifici.Al fill d'aquest fet, afortunadament conservem una descripció de A. Sebastià Coll realitzada abans de la reforma d'Elies Rogent. Sabem gràcies a aquesta descripció (recollida per Manuel García-Martin) que el cos interior era un quadrat perfecte enmig del qual s'alçaven quatre columnes i al damunt, la cúpula de mitja taronja. Aquesta estava tancada per dues vidrieres i coronada amb un floró daurat com a bell guarniment.
En aquestes columnes impostaven els arcs que configuraven la coberta i que es trobaven a una alçada de 9 vares, 1 peu i 10 polzades de les columnes. Una cornisa circumval·lava les parets, sota la qual es disposava un fris amb mètopes i tríglifs, les primeres adornades amb tributs de l'Arcàngel que també es trobaven a la cornisa de la mitja taronja.
Al pòrtic i al presbiteri, fora el quadrat o cos de l'església, s'alçaven quatre mitges columnes de la mateixa construcció que les del cos interior.
El presbiteri -del qual l'autor apuntava que s'empavesaria de jaspi a impuls d'una devoció particular- era ovalat, amb el diàmetre major de 8 vares, i el menor, de 6. Disposava també de dues sagristies amb la mateixa estructura. La il·luminació del temple es realitzava a través de sis finestres localitzades a les parets laterals. El conjunt és completava per una elevada torre amb tres finestrals i tres campanes, que, amb els noms de Sant Miquel, el Roser i Sant Antoni foren beneïdes el 23 de setembre de 1755 pel bisbe de Barcelona, Ascensi Sales.
L'església contenia dos retaules, un de la Mare de Déu de Loreto i l'altre de Sant Antoni de Pàdua. El segon, disposava de columnes d'ordre compost i taules a "la italiana", va ser sufragat per la senyora marquesa de la Mina, María Agustina Zapata de Calatayud y Fernández de Hijar, que també en va comprar els ornaments religiosos i feu portar de Nàpols la imatge de Sant Antoni. Del de la Mare de Déu de Loreto -que no ens és descrit- en va entendre les despeses Miguel Bañuelos. Es deixaren quatre altars sense construir: de Nostra Senyora de la Pietat, amb la mateixa imatge que s'havia venerat a la Porta de Mar, al costat de la qual havia estat trobada, sota les ruïnes d'un mur; de la Mare de Déu de la Mercè; de Sant Josep i Sant Elm, i de Santa Maria de Cervelló.
Pel que fa a la façana, tot i que encara conserva la traça del projecte original barroc, ha estat considerablement modificada quant als elements escultòrics. Originàriament el frontó triangular que remata la façana es coronava amb una creu, un sòcol i un escociat, i, a banda i banda de la creu es disposaven dos grans gerros de fruita. Als extrems d'aquest cos hi havia també dues estàtues -donació de Pere Pau i Gras- corresponents amb Sant Elm i Santa Maria de Cervelló. L'autor també fa referència a tres escultures més (ja acabades i a devoció de Juan Cermeño) de les tres virtuts teologals que encara s'haurien de col·locar a sobre d'un pedestal escociat.
A la fornícula del segon cos de la façana es localitzava la imatge de Sant Miquel, realitzada per l'escultor Pere Pau Costa (deixeble de Corado Rudolfo i Ferdinando Galli) i malauradament destruïda l'any 1936. L'any 1992 es va restituir la figura de Sant Miquel a la fornícula per un model nou, que té molt poc a veure amb la qualitat de la traça i la bellesa de la figura original, obra de l'escultor Emili Colom i Comerma.
Als anys 30 del segle xx, coincidint amb el període d'inestabilitat política, es va retirar la campana del temple que va ser llençada al mar i recuperada anys més tard. S'hi podia llegir la següent inscripció: "San Miquel, allunyeu de la tempesta els qui van errats. La feu Josep Barnola. Barcelona 1775". Hi ha tres finestrals cadascuna amb una campana que foren beneïdes el 23 de setembre de 1755 pel vicari perpetu de Santa Maria del Mar, per comissió d'Ascensi Sales, bisbe de Barcelona, i que batejà amb els noms de Sant Miquel, Roser i Sant Antoni.
A conseqüència de l'augment de població de la Barceloneta, el 15 de gener 1863 es va realitzar l'ampliació del temple a càrrec de l'arquitecte Elies Rogent. El temple va passar a tenir l'estructura que veiem avui dia amb una planta rectangular amb tres naus de la mateixa alçada amb cinc arcs formers per banda i dues cúpules entre el primer i el tercer. Aquest allargament de la planta va comportar la desaparició de nombrosos elements del projecte original barroc com l'altar realitzat per Deodat Casanoves (que presentava la imatge de Sant Miquel obrada per Lluís Bonifaç) o les dues piles de marbre de bateig. Aquestes piles procedien de l'església de Sant Sebastià del convent de frares dominics, incendiada el 1835, que foren adquirides per la Junta de Comerç de Comerç; foren cedides a l'església de la Barceloneta, i hi van ser dutes el 9 de març de 1843. Es va col·locar també una nova campana batejada com Margarida, fosa als tallers de Francesc Lacambra, veí del barri, que també en fou donant.
L'altar major original, obra de Deodat Casanoves, va desaparèixer amb la reforma de 1863, del qual només restà (fins al 1936) la imatge de l'arcàngel titular, obra de Lluís Bonifaç. Paral·lels a aquest n'hi havia un parell de retaules: un dedicat a la Verge de Loreto, costejat per Miguel Bañuelos, l'altre dedicat a Sant Antoni de Pàdua, costejat per la marquesa de la Mina que en feu portar l'estàtua de Nàpols. La resta del temple estava decorat per quatre altars més, un dedicat a la Verge de la Pietat, imatge que estava anteriorment a la capella de la Porta de Mar, i que fou trobada sota les ruïnes d'una paret. Els altres altars estaven dedicats a la Mercè, a Sant Josep i el darrer a santa Maria de Cervelló i sant Pere Gonçal Telm. Al costat del presbiteri del costat de l'epístola hi ha el sepulcre del Marquès de la Mina, promotor del temple i del barri de la Barceloneta. Fet de marbre hi ha el seu bust i baixos relleus dels seu llinatge, trofeus i gestes militars. Prop del pòrtic hi ha dues piles per a l'aigua beneita sostingudes cadascuna per un geni procedents del derruït Convent de Santa Caterina (Barcelona). També hi ha pintures del pintor Tramullas al presbiteri.
Sota la cornisa que circumval·la el cos interior de l'església de Sant Miquel del Port hi ha una successió de mètopes amb baixos relleus, separades per tríglifs que representen atributs del seu sant patró i del temple, alguns dels quals es repeteixen sota la cornisa de la façana i a la de l'interior de les cúpules. Originàriament quan es construí aquesta església, els motius realitzats eren setanta-quatre, tots diferents l'un de l'altre. El 1863, amb l'ampliació del temple, es va adoptar el mateix estil per adornar la prolongació dels murs laterals amb més mètopes amb baixos relleus i tríglifs. Es conserva una descripció del 1755 (any de la seva creació) realitzada pel pare dominic Antonio Díaz de Armendáriz on es reprodueix el significat dels atributs i elements representats.
L'ampliació de 1863 a càrrec de l'arquitecte Elies Rogent va fer desaparèixer l'estructura interior del projecte original barroc. Amb el nou projecte de planta rectangular es va substituir l'original -i aleshores darrere- planta centralitzada conservada a Barcelona. Tot i que es conserven bona part dels elements estructurals originals la concepció espacial i decorativa va desaparèixer completament, conservant l'edifici únicament la seva façana, la qual malauradament va ser també objecte de nombroses mutilacions.
L'altar major original, obra de Deodat Casanoves, va desaparèixer amb aquesta reforma de 1863, tot conservant-se únicament la imatge de l'arcàngel titular, obra de Lluís Bonifaç. Tot i així el 1936 -durant la Guerra Civil- l'edifici va ser incendiat i van desaparèixer nombrosos elements, entre d'altres l'esmentada escultura que restava de l'altar, el Sant Miquel de la façana i el sepulcre del Marqués de la Mina, obra de Joan Enric.
Des de llavors, s'han anat recuperant alguns dels elements més simbòlics del temple tot i que està mancat de l'esplendor amb que comptava l'edifici barroc. Al 1968 es va realitzar un nou retaule major i al 1992 es va col·locar a la façana una nova figura de Sant Miquel que substitueix a la destruïda en 1936.